# Ганс Блашке
Йоганн «Ганс» Блашке (нім. Johann «Hanns» Blaschke; 1 квітня 1896, Відень — 25 жовтня 1971, Зальцбург) — австрійський інженер, доктор інженерних наук, юрист і політик. Депутат рейхстагу. Бургомістр Відня (30 грудня 1943 — 6 квітня 1945). Бригадефюрер СС. 

## Біографія
Син чиновника-податківця. В 1914 році розпочав навчання у Вищій технічній школі Відня, яке перервав через початок Першої світової війни. Учасник війни, обер-лейтенант резерву. Після війни продовжив навчання і завершив його в 1922 році. З 1926 року працював патентним повіреним.
В 1931 році вступив у нелегальну австрійську НСДАП (партійний квиток №614 686). В 1934 році засуджений до довічного позбавлення волі за участь у Липневому путчі, однак в 1936 році був звільнений у зв'язку з Липневими домовленостями. В 1938 році брав участь у штурмі будівлі Вітчизняного фронту на Ам-Гоф. Перед аншлюсом вступив у СС (особистий номер 292 790) і був призначений державним радником у Відні, а такаож керівником організації старих бійців Відня. Спочатку, як третій, а потім як перший віце-бургомістр, Блашке відповідав за Управління культури. З 30 грудня 1943 по 6 квітня 1945 року — бургомістр Відня.
В 1948 році Блашке був засуджений у Відні за державну зраду до 6 років позбавлення волі з конфіскацією майна. Він втаритв громадянство і академічні звання. В березні 1958 року Блашке домігся скасування вироку.

## Сім'я
Дочка Блашке, Гертруда Барна, була актрисою Німецького народного театру в Відні.

## Звання
- Обер-лейтенант резерву австро-угорської армії
- Обербаннфюрер Гітлер'югенду
- Штурмбаннфюрер СС (12 березня 1938)
- Оберштурмбаннфюрер СС (20 квітня 1938)
- Штандартенфюрер СС (25 липня 1938)
- Оберфюрер СС (20 квітня 1941)
- Бригадефюрер СС (20 квітня 1944)

## Нагороди

### Перша світова війна
- Бронзова медаль «За військові заслуги» (Австро-Угорщина) з мечами
- Військовий Хрест Карла

### Міжвоєнний період
- Тірольська земельна медаль 1914—1918
- Медаль за участь у Європейській війні (1915—1918) (Болгарія)
- Спортивний знак СА в бронзі
- Почесний кут старих бійців
- Кільце «Мертва голова»
- Почесна шпага рейхсфюрера СС
- Медаль «У пам'ять 13 березня 1938 року»
- Почесний хрест ветерана війни з мечами

### Друга світова війна
- Орден крові (30 жовтня 1939)
- Почесний кинджал СС
- Золотий почесний знак Гітлер'югенду з дубовим листям
- Почесний кинджал Гітлер'югенду
- Хрест Воєнних заслуг 2-го і 1-го класу
- Командор ордена «Святий Олександр» (Болгарія)